# Bafoussam
Bafoussam is de provinciehoofdstad van Ouest, gelegen in het departement Mifi, in Kameroen. In 2001 telde de stad naar schatting 242.000 inwoners. Bafoussam is het handelscentrum van de regio; de in de regio verbouwde koffiebonen, thee en tabak worden er verhandeld.
Sinds 1970 is Bafoussam de zetel van een rooms-katholiek bisdom.

## Geboren
- Geremi Njitap (1978), voetballer
- Bertin Tomou (1978), voetballer
- Justice Wamfor (1981), voetballer
- Pierre Webó (1982), voetballer
- Emmanuel Kenmogne (1980), voetballer

## Galerij

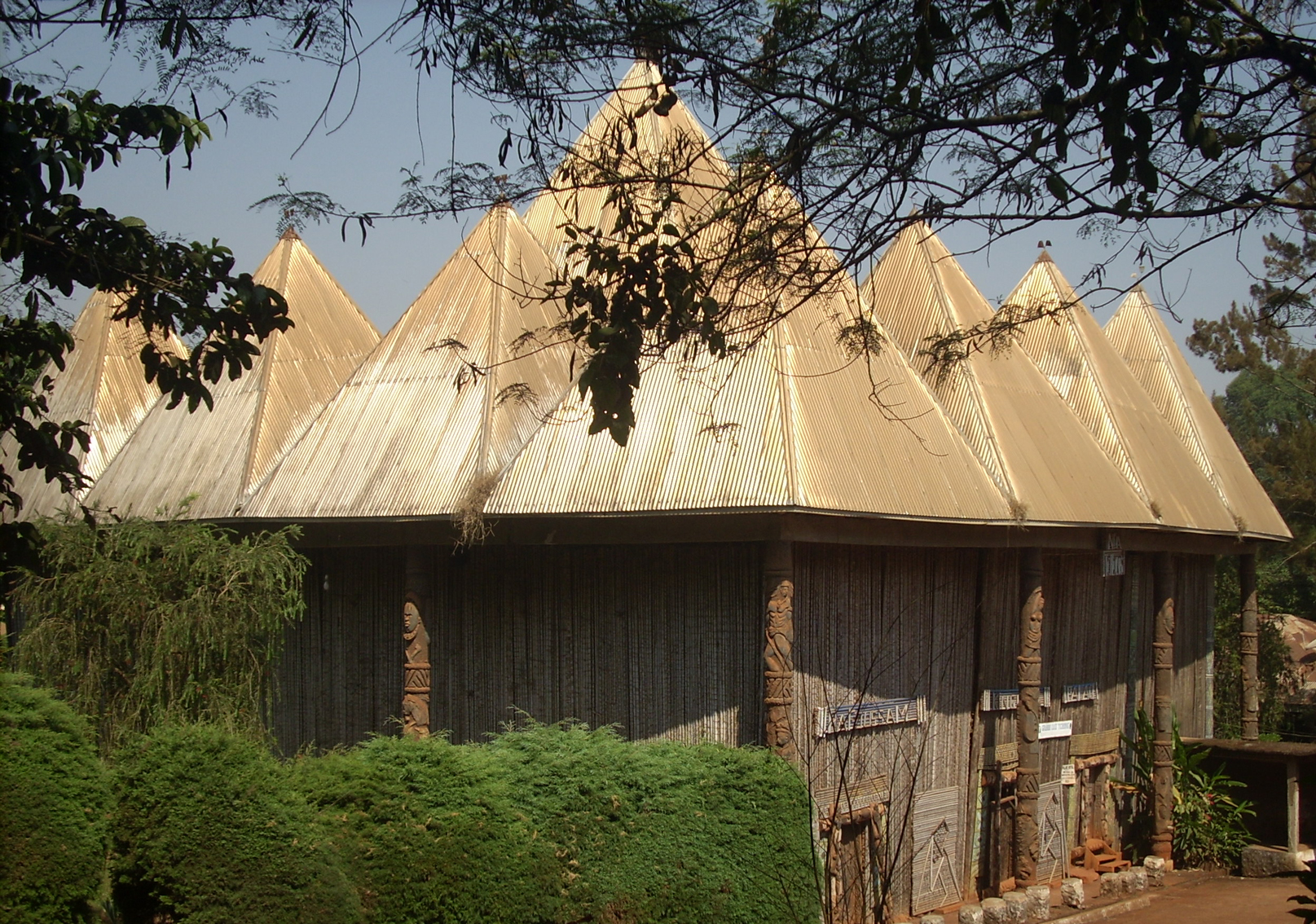
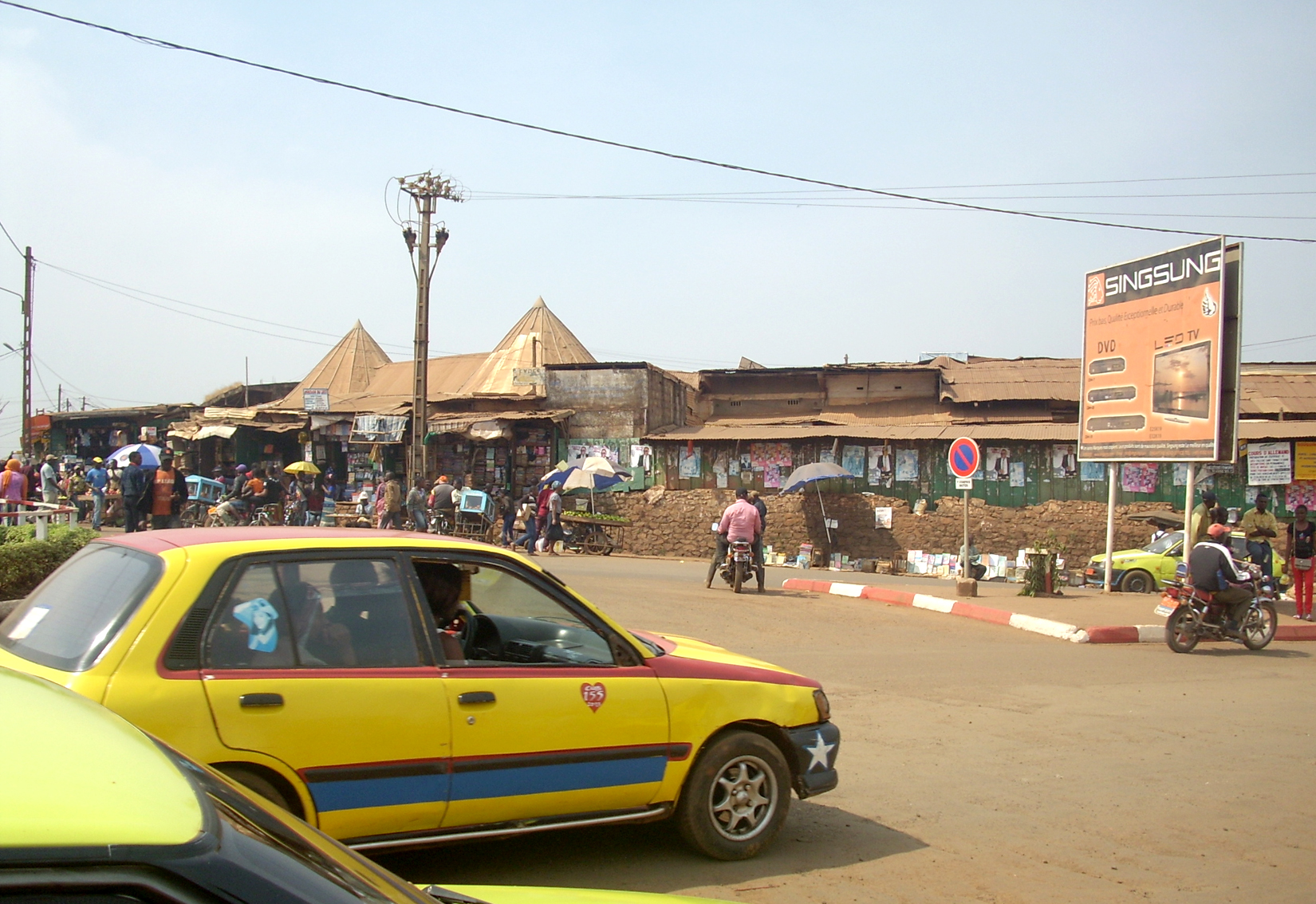
Markt
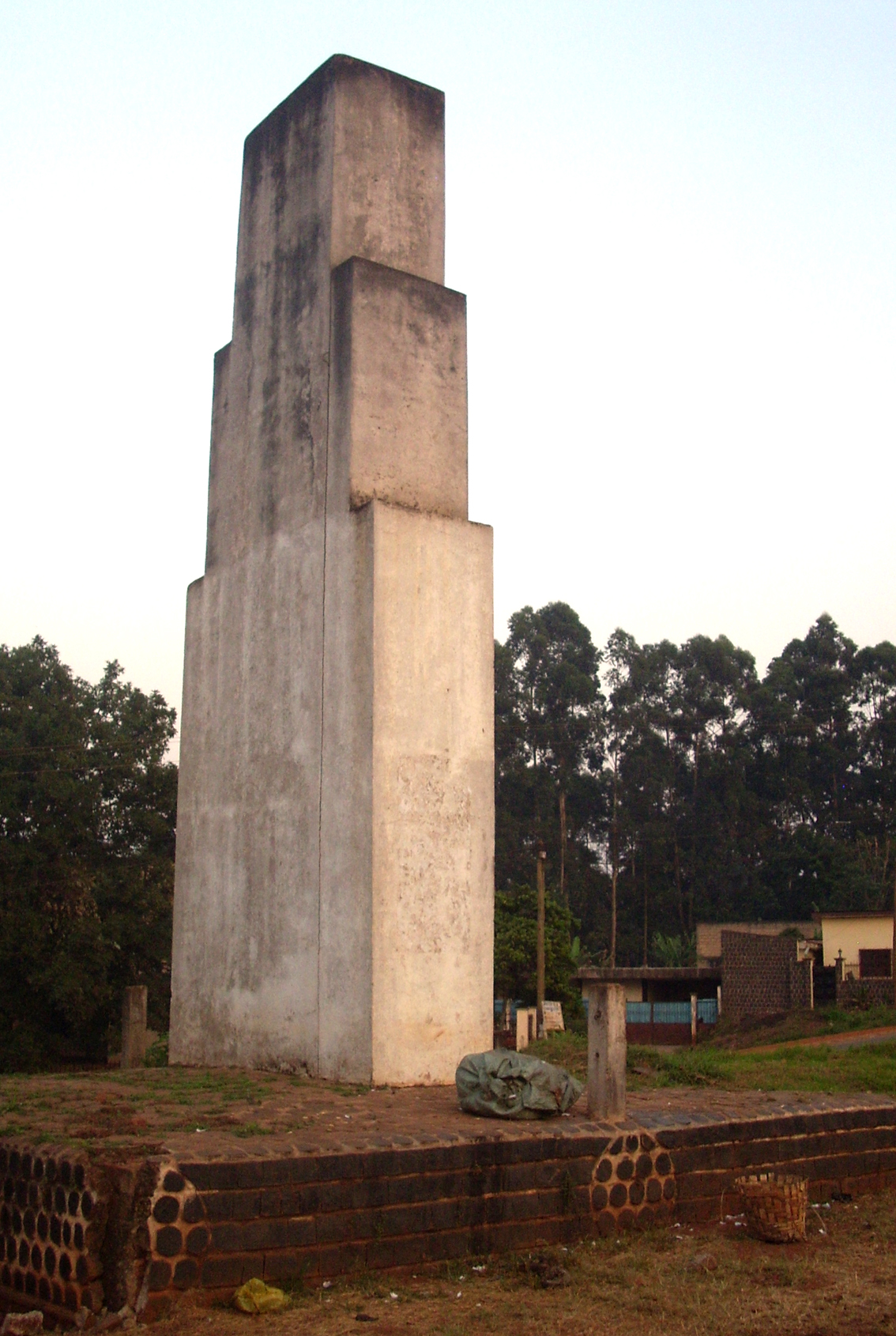
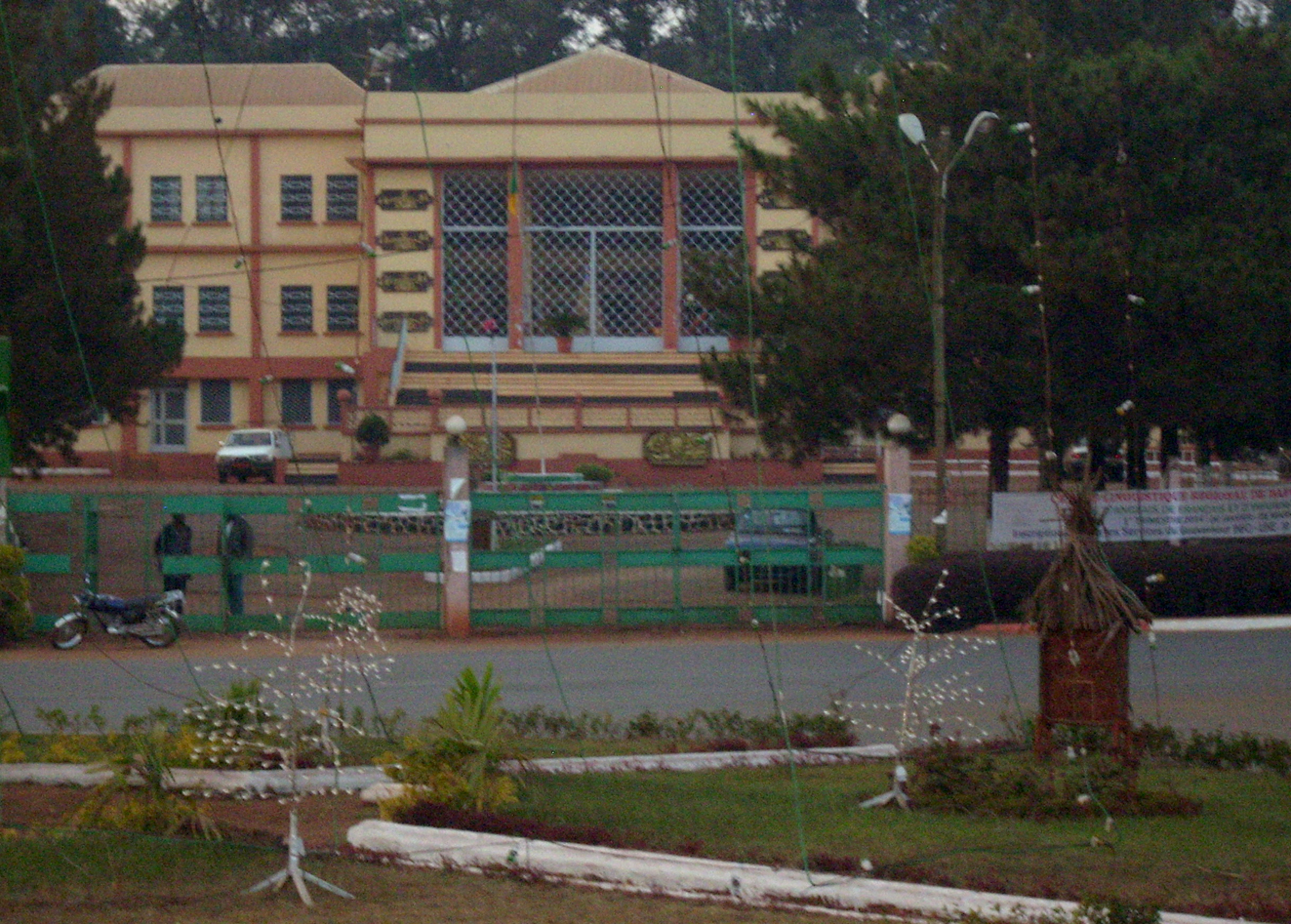
Stadhuis